# Ятко, Николай Михайлович
Николай Михайлович Ятко (настоящая фамилия — Ятченко) (12 ноября 1903, Чернигов, Черниговская губерния, Российская империя — 12 марта 1968, Киев, УССР, СССР) — советский и украинский драматург, прозаик и сценарист.

## Биография
Родился 12 ноября 1903 года в Чернигове. Печатался с 1919 года. Отдельными изданиями вышло 11 книг.
Обучался на сценарном факультете ВГИКа, а после его окончания работал ассистентом ряда режиссёров. В 1927 году был принят в штат киевского отделения ВУФКУ, где он работал редактором, чуть позже стал писать сценарии для кинематографа и был принят в штат Одесской киностудии, где он занимал должности редактора и сценариста, одновременно с этим свои произведения отдавал в печать. В 1935 году был принят в штат газеты За большевистский фильм и проработав всего год перешёл в журнал Радянське кіно на должность секретаря и проработал вплоть до ликвидации журнала в 1939 году. В 1941 году был мобилизован в армию и направлен на фронт в качестве военного журналиста. Прошёл всю войну.
Скончался 12 марта 1968 года. Похоронен на Зверинецком кладбище.

## Фильмография

### Сценарист
- 1928 — За монастырской стеной
- 1930 — Огненная месть
- 1931 — Волчий хутор
- 1932 — Праздник Унири